# Friedensfähigkeit
Unter Friedensfähigkeit versteht man die Fähigkeit, Konflikte friedlich zu lösen. Sie kann sich auf ein persönliches Verhalten (gewaltfreie Konfliktlösung) aber auch auf ein politisches Handeln (Lösungen ohne Krieg und Korruption) beziehen. Zur Friedenfähigkeit gehört es auch, auf die Durchsetzung seiner Interessen verzichten zu können. Kritisch diskutiert in der Friedensforschung wird, ob der Mensch überhaupt zu permanenten Frieden fähig ist.

## Friedenserziehung
Die Friedenserziehung bzw. Friedenspädagogik zielt darauf ab, die zu Erziehenden zu einem friedlichen und gewaltfreien Umgang zu erziehen und zu befähigen den Zustand des Friedens herzustellen und zu erhalten. Dabei steht sie allerdings auch im Konflikt mit einer nicht friedlichen Welt. Daher versteht sie sich auch als Teil eines Prozesses, der den Abbau von Gewalt und die Schaffung von Frieden als Ziel hat. Außerdem sollen sich die zu Erziehenden selbstbestimmt und mündig gesellschaftlich, wie zum Beispiel für soziale Gerechtigkeit und politische Freiheit, engagieren. Ebenso kann eine Stärkung der Kommunikationsfähigkeit, Kritikfähigkeit und Selbstreflexion und das kritische Auseinandersetzen mit Krieg und Gewalt dazu beitragen friedlich Konflikte zu lösen.
Besonders nach dem Zweiten Weltkrieg und dem Kalten Krieg wird vermehrt Wert auf die Friedenserziehung gelegt.